# Carnival of Souls: The Final Sessions
Pour les articles homonymes, voir Carnival of Souls.
Albums de Kiss
Revenge
(1992) Psycho Circus
(1998)
Carnival of Souls: The Final Sessions est le 17e album studio du groupe Kiss sorti en 1997.
Enregistré avec le line up Paul Stanley / Gene Simmons / Bruce Kulick / Eric Singer, l'album n'a jamais été terminé à cause de la réunion du line up original de Kiss (Stanley / Simmons / Ace Frehley / Peter Criss), en 1996 survenue pendant son enregistrement, et n'a été commercialisé dans une version inachevée que pour rentabiliser les frais de sa réalisation. À noter que Bruce Kulick assure le rôle de chanteur pour la première fois (et la dernière à cause de la reformation) sur le titre I Walk Alone. Le guitariste y signe d'ailleurs son cinquième et dernier album studio pour Kiss, lui qui faisait partie du groupe depuis Asylum en 1985.
Cet album inachevé présente une nouvelle facette de Kiss. Le groupe new-yorkais y joue en effet une musique proche du grunge et du metal alternatif, genres très en vogue à cette époque.

## Titres des morceaux
1. Hate (Simmons, Kulick, Van Zen) - 4:36
2. Rain (Stanley, Kulick, Cuomo) - 4:46
3. Master & Slave (Stanley, Kulick, Cuomo) - 5:00
4. Childhood's End (Simmons, Thayer, Kulick) - 4:20
5. I Will Be There (Stanley, Kulick, Cuomo) - 3:49
6. Jungle (Stanley, Kulick, Cuomo) - 6:49
7. In My Head (Simmons, St. James, Van Zen) - 4:00
8. It Never Goes Away (Stanley, Kulick, Cuomo) - 5:42
9. Seduction of the Innocent (Simmons, Van Zen) - 5:16
10. I Confess (Simmons, Tamplin) - 5:23
11. In the Mirror (Stanley, Kulick, Cuomo) - 4:26
12. I Walk Alone (Simmons, Kulick) - 6:07

## Musiciens
- Gene Simmons - Basse ; Chants sur 1, 4, 7, 9 & 10.
- Paul Stanley - Guitare rythmique ; Chants sur 2, 3, 5, 6, 8 & 11.
- Bruce Kulick - Guitare solo ; Basse ; Chants sur 12.
- Eric Singer - Batterie, percussions

## Charts
Album - Billboard (Amérique du Nord)
| Année | Chart             | Position |
| ----- | ----------------- | -------- |
| 1997  | The Billboard 200 | 27       |

Singles - Billboard (Amérique du Nord)
| Année | Chart                  | Single   | Position |
| ----- | ---------------------- | -------- | -------- |
| 1997  | Mainstream Rock Tracks | "Jungle" | 8        |